# Улькюмен, Селахаттин
Селахаттин Улькюмен (тур. Selahattin Ülkümen, 14 января 1914, Антакья — 7 июля 2003 Стамбул, Турция) — турецкий дипломат, спасавший евреев на Родосе во время немецкой оккупации Греции.

## Биография
Селахаттин Улькюмен родился 14 января 1914 года в Антакье. С 1936 года работал в министерстве иностранных дел Турции. В 1943 году был назначен консулом на Родосе. В 1944 году воспрепятствовал депортации нацистами около 200 евреев Родоса в лагеря смерти.
Беременная жена Улькюмена впоследствии погибла при немецкой бомбежке.
После окончания войны Улькюмен вернулся в Турцию. Он умер во сне 7 июля 2003 года в Стамбуле в возрасте 89 лет.

## Спасение евреев Родоса
Еврейская община острова Родос насчитывала примерно 2000 человек к моменту, когда после капитуляции Италии в 1943 году итальянская оккупация сменилась на немецкую. Турция, консульство которой находилось на острове, была нейтральной страной. Селахаттин Улькюмен был генеральным консулом Турции на Родосе.
19 июля 1944 года гестапо приказало всему еврейскому населению острова собраться возле своей штаб-квартиры для последующей депортации в лагеря смерти. Улькюмен вмешался в этот процесс и потребовал освобождения граждан Турции и их родственников. Он заявил немецкому командиру генералу фон Клеману, что депортация турецких граждан будет международным скандалом и что в Турции все граждане равны перед законом. Ему удалось спасти 42 еврейских семьи, примерно 200 человек. Почти все остальные евреи Родоса были депортированы в Освенцим и погибли.

## Признание заслуг
Глава оставшейся на Родосе еврейской общины из 35 человек Морис Сариано заявил: «Я в долгу перед турецким консулом, который приложил чрезвычайные усилия, чтобы спасти мою жизнь и жизнь моих соотечественников».
13 декабря 1989 года Институт Катастрофы и героизма Яд ва-Шем признал Селахаттина Улькюмена одним из Праведников народов мира. В его честь и в его присутствии было посажено дерево на Аллее праведников в Иерусалиме. В 1990 году Израиль выпустил почтовую марку в честь Улькюмена.